# ブルーワンミュージック
ブルーワンミュージック（Blue One Music）はアンティノスマネージメントとソイツァーミュージック（旧アンティノスミュージック）が合併して誕生した芸能事務所。ミュージシャンや音楽プロデューサーのマネージメントを手がけていた。
親会社であるソニー・ミュージックアーティスツの分割・再編・統合により、2006年4月1日よりニューカムに事業統合された。

## 沿革
ソニー・ミュージックエンタテインメント系列の芸能事務所・アンティノスマネージメントと音楽出版社・ソイツァーミュージックが2004年4月1日に合併して設立。従ってブルーワンミュージックもソニー・ミュージックエンタテインメントに属していた。
かつてはアンティノスレコードと前身のアンティノスマネージメント、ソイツァーミュージックの3社で「アンティノスグループ」を形成していたが、2002年7月にアンティノスレコードがエピックレコードに吸収合併され同社の一レーベルとなり、2004年3月をもってレーベルとしてのアンティノスレコードも運営終了。アンティノスレコードとの関連性が失われたため、合併後はソニー系列の汎用的な芸能プロダクションとなった。

## 過去の所属アーティスト
- 小室哲哉
- 浅倉大介
- 久次米一弥
- SUPERCAR
  - いしわたり淳治
  - 田沢公大
- 電気グルーヴ
  - 石野卓球
  - ピエール瀧
  - 砂原良徳
- 砂原良徳
- DJ TASAKA
- 田中フミヤ
- NONA REEVES
- LITTLE TEMPO
- GAKU-MC
- BEAT CRUSADERS
- 渡辺美里
- Dt.
- 近藤彩日（女優）

## 過去の所属プロデューサー
- 石川鉄男
- 菊地大輔
- 冨田恵一
- 伊藤銀次
- 本間律子
- 久保田光太郎
- 杉真理
- Marhy

## 過去の所属タレント
- 川端由美
- つやまあきひこ
- 岡村貴子